# Tự do (bài thơ)
Tự do (tiếng Pháp: Liberté) là bài thơ nổi tiếng nhất của nhà thơ người Pháp Paul Éluard. Bài thơ được viết vào mùa hè năm 1942, trong thời kỳ mà nước Pháp bị quân đội phát xít Đức xâm lược, in trong tập thơ Thơ ca và chân lý, 1942 (1942) và được coi là thánh ca của thơ ca kháng chiến Pháp. Ban đầu, Éluard định kết thúc bài thơ bằng tên của một người phụ nữ mà ông yêu quý. Nhưng qua nhiều hoạt động giành tự do cho nước Pháp, với nhận thức mới, ông đã thay thế câu kết bằng hai chữ Tự Do. Bài thơ gồm 21 khổ, không kể dòng cuối cùng chỉ là hai chữ Tự do được viết in hoa. Mỗi khổ bốn câu, ba câu đầu viết theo thể thơ bảy âm tiết, câu thứ tư chỉ có bốn âm tiết. Câu này cũng là điệp khúc của toàn bài. Nguyên bản bài thơ không có vần, không có các dấu chấm câu, trừ dấu chấm hết bài. Trong bài thơ, Éluard có sử dụng đến 60 lần giới từ sur và 22 lần đại từ nhân xưng je. Dưới đây là nguyên bản bài thơ.
Bản dịch của Tế Hanh:

Trên quyển vở nhà trường
Trên án viết thân cây
Trên cát trên tuyết
Ta viết tên em

Trên những trang đã đọc
Trên những trang trắng tinh
Đá, máu, giấy hay tro
Ta viết tên em

Trên tranh ảnh tô vàng
Trên vũ khí chiến binh
Trên mũ miện vua chúa
Ta viết tên em

Trên rừng hoang sa mạc
Trên tổ chim hoa đồng
Trên tiếng vang tuổi trẻ
Ta viết tên em

Trên huyền diệu những đêm
Trên bánh trắng ban ngày
Trên những mùa cưới hỏi
Ta viết tên em

Trên các mảnh trời xanh
Trên ao mặt trời mốc
Trên hồ trăng lung linh
Ta viết tên em

Trên đồng ruộng chân trời
Trên những cánh chim bay
Trên máy xay bóng tối
Ta viết tên em

Trên mỗi thoáng bình minh
Trên mặt biển thân tàu
Trên ngọn núi điên cuồng
Ta viết tên em

Trên bọt nổi mây lồng
Trên mồ hôi cơn giông
Trên mưa dày và nhạt
Ta viết tên em

Trên hình dáng long lanh
Trên chuông ngân màu sắc
Trên chân lý hữu hình
Ta viết tên em

Trên những nẻo rộn ràng
Trên đường sá thênh thang
Trên quảng trường toả rộng
Ta viết tên em

Trên ngọn đèn mới khêu
Trên ngọn đèn đang tắt
Trên mái nhà sum họp
Ta viết tên em

Trên trái bổ đôi
Gương soi và phòng ngủ
Trên giường bỏ trống không
Ta viết tên em

Trên con chó của ta háu ăn và trìu mến
Trên tai nó vểnh lên
Trên chân nó vụng về
Ta viết tên em

Trên bục cửa nhà ta
Trên các đồ quen thuộc
Trên sóng ngọn lửa thiêng
Ta viết tên em

Trên da thịt hiến dâng
Trên trán yêu bè bạn
Trên bàn tay đưa nắm
Ta viết tên em

Trên cửa kính ngạc nhiên
Trên làn môi chú ý
Vượt xa trên im lặng
Ta viết tên em

Trên chỗ ẩn bị tan
Trên hải đăng sụp đổ
Trên tường niềm ngao ngán
Ta viết tên em

Trên xa vắng không ước thèm
Trên quạnh hiu trần trụi
Trên bậc thềm cái chết
Ta viết tên em

Trên sức khoẻ phục hồi
Trên hiểm nguy tan biến
Trên hy vọng chẳng nhớ nhung
Ta viết tên em

Và do phép màu một tiếng
Ta làm lại cuộc đời
Ta sinh ra để biết em
Để gọi tên em
TỰ DO.